# マット・スローン (声優)
マット・スローン（Matt Sloan, 1973年3月24日 - ）は、アメリカ合衆国の男性声優、監督、作家、YouTube。ウィスコンシン州マディソン出身。

## 出演作品

### テレビアニメ
2012年
- LEGO スター・ウォーズ エンパイア・ストライクス・アウト（ダース・ベイダー）

2014年
- LEGO スター・ウォーズ:ヨーダ・クロニクル（ダース・ベイダー）

2015年
- LEGO スター・ウォーズ:ドロイド・テイルズ（ダース・ベイダー）

2017年
- LEGO スター・ウォーズ/フリーメーカーの冒険（ダース・ベイダー）

### ゲーム
2008年
- スター・ウォーズ フォース アンリーシュド（ダース・ベイダー）
- ソウルキャリバーIV（ダース・ベイダー）

2012年
- Kinect スター・ウォーズ（ダース・ベイダー）

2015年
- スター・ウォーズ バトルフロント（ダース・ベイダー）
- ディズニー インフィニティ3.0（ダース・ベイダー）

2016年
- レゴ スター・ウォーズ/フォースの覚醒（ダース・ベイダー）

2017年
- スター・ウォーズ バトルフロントII（ダース・ベイダー）

### テレビドラマ
- ザ・デイリー・ショー（ダース・ベイダー）